# دائرة هوي
دائرة هوي  هي دائرة إدارية في بلجيكا، تتبع لياج.

## الموقع
تشترك في الحدود مع:
- Arrondissement of Marche-en-Famenne [الإنجليزية]‏.

## التقسيمات الإدارية
- Amay [الإنجليزية]‏
- Anthisnes [الإنجليزية]‏
- Burdinne [الإنجليزية]‏
- Clavier, Liège [الإنجليزية]‏
- Engis [الإنجليزية]‏
- Ferrières, Belgium [الإنجليزية]‏
- Hamoir [الإنجليزية]‏
- هوي
- Héron [الإنجليزية]‏
- Marchin [الإنجليزية]‏
- Modave [الإنجليزية]‏
- Nandrin [الإنجليزية]‏
- Ouffet [الإنجليزية]‏
- Tinlot [الإنجليزية]‏
- فيرلين
- Villers-le-Bouillet [الإنجليزية]‏
- Wanze [الإنجليزية]‏.